# Корочанский сельсовет
Корочанский сельсовет — сельское поселение в Беловском районе Курской области Российской Федерации.
Административный центр — деревня Корочка.

## История
Статус и границы сельского поселения установлены Законом Курской области от 21 октября 2004 года № 48-ЗКО «О муниципальных образованиях Курской области»

## Население
| 2002 | 2010 | 2012 | 2013 | 2014 | 2015 | 2016 |
| ---- | ---- | ---- | ---- | ---- | ---- | ---- |
| 1166 | ↘932 | ↘889 | ↘847 | ↘840 | ↘813 | ↘798 |
| 2017 | 2018 | 2019 | 2020 | 2021 |      |      |
| ↘787 | ↘785 | ↘752 | ↘732 | ↗753 |      |      |

## Состав сельского поселения
| № | Населённый пункт | Тип населённого пункта          | Население |
| - | ---------------- | ------------------------------- | --------- |
| 1 | Долгий Колодезь  | село                            | ↘375      |
| 2 | Корочка          | деревня, административный центр | ↘365      |
| 3 | Слободка Корочка | деревня                         | ↘192      |